# Never Wanted Nothing More
«Never Wanted Nothing More» (с англ. — «Никогда не хотел ничего большего») — песня американского кантри-певца и автора-исполнителя Кенни Чесни, вышедшая 8 января 2007 года в качестве первого сингла из его одиннадцатого студийного альбома Just Who I Am: Poets & Pirates (2007) на лейбле BNA Records. Песня заняла первое место в Топ-10 американского кантри-чарта Hot Country Songs и 1-е в Канаде, а также получила платиновую сертификацию в США.
«Never Wanted Nothing More» написана Ронни Боуманом и Крисом Стэплтоном. На сегодняшний день это его самый быстрый сингл номер один, достигший вершины чарта Billboard Hot Country Songs на восьмой неделе.

## Содержание
Песня написана в умеренном темпе под аккомпанемент акустической гитары и банджо. В ней рассказчик вспоминает основные моменты своей жизни, такие как покупка первой машины, потеря девственности, женитьба и обретение Господа. При каждом воспоминании он заявляет, что «никогда не хотел ничего большего», чем сделать то, что он сделал.

## Отзывы
Кевин Джон Койн из Country Universe поставил песне оценку «B+» и сказал, что это «удивительно твенговый сингл, все эти плюшевые банджо и тому подобное» и что это «многообещающий первый взгляд на то, что, несомненно, станет одним из самых больших альбомов года».

## Чарты
В чарте Billboard за неделю 16 июня 2007 года песня «Never Wanted Nothing More» дебютировала под номером 37 благодаря радиоэфирному воспроизведению, полученному до её официального релиза. Песня вышла в эфир за 56 часов до даты официального релиза. На следующей неделе чарта она поднялась с 37-го места на 17-е, и на восьмой неделе чарта достигла первого места.

### Еженедельные чарты
| Чарт (2007)                         | Высшая позиция |
| ----------------------------------- | -------------- |
| США (Billboard Hot Country Songs)   | 1              |
| США (Billboard Hot 100)             | 22             |
| США Billboard Pop 100               | 34             |
| Канада (Billboard Country)          | 1              |
| Канада (Billboard Canadian Hot 100) | 49             |

### Годовые итоговые чарты
| Чарт (2007)                   | Позиция |
| ----------------------------- | ------- |
| США Country Songs (Billboard) | 3       |

## Сертификации
| Регион                                                                      | Сертификация | Продажи   |
| --------------------------------------------------------------------------- | ------------ | --------- |
| США (RIAA)                                                                  | Платиновый   | 1 000 000 |
| Данные о продажах + прослушиваниях приведены только на основе сертификации. |              |           |